# Susan Boyle
Susan Margaret Boyle (Blackburn, 1. travnja, 1961.), škotska je pjevačica, poznata po nastupu u britanskom reality showu Britan's Got Talent, u kojemu je otpjevala pjesmu „I Dreamed a Dream” iz mjuzikla Jadnici.

## Karijera
Rođena je u Blackburnu, u Škotskoj, kao najmlađa od četvorice braće i šest sestara. Majka ju je rodila kada je imala 45 godina.Godine 2012., Boyle je dijagnosticiran Aspergerov sindrom zbog kojega ima ispodprosječni kvocijent inteligencije, što je bio i uzrok njezina sporijega učenja.
Odmalena je pohađala satove pjevanja i pjevala u mjesnom crkvenom zboru, te je pjevala karaoke u mjesnom kafiću. Nekoliko je puta u tijekom devedesetih god. 20. st. neuspješno nastupala u reality showu My Kind of People.

### Britain's Got Talent
2009. godine, 46-godišnja Susan prijavila se na još jedan reality show zvan Britain's Got Talent. 
Preko noći Susan je postala zvjezda te je njezin video na YouTubeu prvih 72 sata pogledalo 2,5 milijuna ljudi. Sve novinske i televizijske agencije natjecale su se tko će dobiti prvi interview od Susan. Tijekom mjesec dana, Susan je dobila nevjerojatne ponude, a jedna je čak bila da večera s prvim tamnoputim američkim predsjednikom Barackom Obamom i njegovom obitelji.
Kako je show odmicao kraju, Susanina popularnost je rasla. Plasirala se u završnicu showa, no nije uspjela pobijediti.
Nakon poraza pala je u depresiju te su je morali poslati u bolnicu na promatranje. Nakon izlaska iz bolnice krenula je na turneju, a plaćena je nevjerojatnih 9000 funti po minuti nastupa.
Susan se 10. siječnja 2019. vratila na američki SuperTalent.

## Diskografija
- I Dreamed A Dream (2009.)